# Aage Birch
Aage Birch (Copenaghen, 23 settembre 1926 – 13 febbraio 2017) è stato un velista danese.
Specializzato nello stile libero, ha partecipato ai Giochi di Helsinki 1952, Roma 1960 e di Città del Messico 1968, gareggiando nella specialità dragone. Nell'edizione messicana, ha vinto la medaglia d'argento.